# David Hubert
David Hubert (Ukkel, 12 februari 1988) is een Belgisch voetbalcoach en voormalig voetballer. De middenvelder genoot zijn jeugdopleiding grotendeels bij KV Mechelen en speelde onder meer bij KRC Genk, KAA Gent en OH Leuven. Hij sloot zijn spelerscarrière in 2023 af bij de RSCA Futures van RSC Anderlecht en ging daarna bij de Brusselse club aan de slag als jeugd- en hoofdtrainer. Sinds 2025 is hij hoofdtrainer van OH Leuven. Hubert speelde in 2011 twee interlands voor het Belgisch voetbalelftal.

## Spelerscarrière

### Jeugd
Hubert begon met voetballen bij Hoeilaartse amateurclub ERC Hoeilaart. Hij speelde er één jaar toen hij al ontdekt werd door de Mechelse profclub KV Mechelen. Op vijftienjarige leeftijd stapte hij over naar het Limburgse KRC Genk. Hubert speelde bij de jeugd samen met onder andere Steven Defour en Marvin Ogunjimi.

### KRC Genk
Op 6 oktober 2007 maakte Hubert zijn profdebuut: in de competitiewedstrijd tegen KV Mechelen (2-1-winst) mocht hij in de slotfase invallen voor Goran Ljubojević. Op 16 februari 2008 kreeg hij van trainer Hugo Broos zijn eerste basisplaats in de met 2-1 verloren competitiewedstrijd tegen KVC Westerlo. Op 13 november 2010 maakte hij zijn eerste doelpunt in Eerste klasse in de gewonnen wedstrijd tegen Cercle Brugge. In 2009 veroverde hij de Beker van België en in het seizoen 2010/11 werd hij als aanvoerder landskampioen met KRC Genk.
In maart 2012 viel Hubert enkele maanden uit met een buikspierblessure. Nadien had hij het moeilijk om zich weer in de ploeg te knokken.

### KAA Gent
In de winter van 2013 werd hij voor een half seizoen uitgeleend aan KAA Gent. Hij maakte zijn debuut voor Gent in de bekerwedstrijd tegen RSC Anderlecht. Aan het einde van het seizoen lichtte Gent de aankoopoptie in het contract van Hubert, waardoor zijn overgang definitief werd.
Na het ontslag van Víctor Fernández en de komst van nieuwe trainer Mircea Rednic kreeg Hubert bijna geen speelkansen meer. Er werd voor een oplossing gezocht en die werd gevonden in de club Hapoel Beër Sjeva, waar hij tot het einde van 2014 werd uitgeleend. Bij de club speelde ook zijn oude ploegmaat Elyaniv Barda. In zijn eerste seizoen bij Sjeva eindigde de club op de tweede plaats in de competitie.
Voor de aanvang van het seizoen 2014/15 werd Hubert samen met Wouter Corstjens uitgeleend aan Waasland-Beveren. De club dwong ook een aankoopoptie af. Deze optie werd aan het einde van het seizoen niet gelicht.
In augustus 2015 werd bekend dat hij voor één seizoen werd verhuurd aan Royal Mouscron-Péruwelz.

### OH Leuven
Nadat zijn contract bij AA Gent afliep zat Hubert een tijdje zonder club, maar in augustus 2017 tekende hij bij tweedeklasser Oud-Heverlee Leuven. Na twee seizoenen verlengde Hubert, die tijdens de play-downs van het seizoen 2018/19 als centrale verdediger speelde, zijn contract tot medio 2020. Na afloop van het seizoen 2019/20 promoveerde OH Leuven naar Eerste klasse A, waarop het contract van Hubert met één jaar werd verlengd. Daar werd hij, ondanks een moeilijk derde seizoen, opnieuw een belangrijke pion op het middenveld. Desondanks werd zijn aflopende contract op het einde van het seizoen 2020/21 niet verlengd.

### Zulte Waregem
Op 16 mei 2021 ondertekende Hubert een contract voor twee seizoenen bij Zulte Waregem.

### RSCA Futures
In de zomer van 2022 was RSC Anderlecht op zoek naar een ervaren speler om het beloftenteam, dat in het seizoen 2022/23 zijn intrede zou maken in Eerste klasse B onder de naam RSCA Futures, te versterken als dispensatiespeler. In augustus 2022 werd de 34-jarige Hubert hiervoor gecontracteerd. Hubert hing na dat seizoen zijn voetbalschoenen aan de haak, maar bleef aan de slag binnen de club.

## Clubstatistieken
| Seizoen         | Club                      | Land            | Competitie            | Competitie | Competitie | Beker | Beker | Internationaal | Internationaal | Supercup | Supercup | Totaal | Totaal |
| Seizoen         | Club                      | Land            | Competitie            | Wed.       | Dlp.       | Wed.  | Dlp.  | Wed.           | Dlp.           | Wed.     | Dlp.     | Wed.   | Dlp.   |
| --------------- | ------------------------- | --------------- | --------------------- | ---------- | ---------- | ----- | ----- | -------------- | -------------- | -------- | -------- | ------ | ------ |
| 2007/08         | KRC Genk                  | Vlag van België | Jupiler Pro League    | 8          | 0          | 0     | 0     | 0              | 0              | —        | —        | 8      | 0      |
| 2008/09         | KRC Genk                  | Vlag van België | Jupiler Pro League    | 16         | 0          | 4     | 0     | —              | —              | —        | —        | 20     | 0      |
| 2009/10         | KRC Genk                  | Vlag van België | Jupiler Pro League    | 25         | 0          | 0     | 0     | 2              | 0              | 1        | 0        | 28     | 0      |
| 2010/11         | KRC Genk                  | Vlag van België | Jupiler Pro League    | 33         | 1          | 2     | 0     | 3              | 0              | —        | —        | 38     | 1      |
| 2011/12         | KRC Genk                  | Vlag van België | Jupiler Pro League    | 14         | 1          | 0     | 0     | 6              | 0              | 1        | 0        | 21     | 1      |
| 2012/13         | KRC Genk                  | Vlag van België | Jupiler Pro League    | 4          | 0          | 2     | 0     | 2              | 0              | —        | —        | 8      | 0      |
| 2012/13         | → KAA Gent                | Vlag van België | Jupiler Pro League    | 17         | 0          | 1     | 0     | —              | —              | —        | —        | 18     | 0      |
| 2013/14         | KAA Gent                  | Vlag van België | Jupiler Pro League    | 13         | 0          | 3     | 0     | —              | —              | —        | —        | 16     | 0      |
| 2013/14         | → Hapoel Beër Sjeva       | Vlag van Israël | Ligat Ha'Al           | 16         | 0          | 3     | 0     | —              | —              | —        | —        | 19     | 0      |
| 2014/15         | → Waasland-Beveren        | Vlag van België | Jupiler Pro League    | 22         | 0          | 1     | 1     | —              | —              | —        | —        | 23     | 1      |
| 2015/16         | → Royal Mouscron-Péruwelz | Vlag van België | Jupiler Pro League    | 26         | 3          | 2     | 1     | —              | —              | —        | —        | 28     | 4      |
| 2016/17         | → Royal Mouscron-Péruwelz | Vlag van België | Jupiler Pro League    | 30         | 1          | 2     | 0     | —              | —              | —        | —        | 32     | 1      |
| 2017/18         | Oud Heverlee Leuven       | Vlag van België | Proximus League       | 24         | 0          | 2     | 0     | —              | —              | —        | —        | 26     | 0      |
| 2018/19         | Oud Heverlee Leuven       | Vlag van België | Proximus League       | 21         | 1          | 0     | 0     | —              | —              | —        | —        | 21     | 1      |
| 2019/20         | Oud Heverlee Leuven       | Vlag van België | Proximus League       | 7          | 0          | 2     | 0     | —              | —              | —        | —        | 9      | 0      |
| 2020/21         | Oud Heverlee Leuven       | Vlag van België | Jupiler Pro League    | 31         | 1          | 2     | 1     | —              | —              | —        | —        | 33     | 2      |
| 2021/22         | SV Zulte Waregem          | Vlag van België | Jupiler Pro League    | 19         | 0          | 0     | 0     | —              | —              | —        | —        | 19     | 0      |
| 2022/23         | SV Zulte Waregem          | Vlag van België | Jupiler Pro League    | 1          | 0          | 0     | 0     | —              | —              | —        | —        | 1      | 0      |
| 2022/23         | RSCA Futures              | Vlag van België | Challenger Pro League | 29         | 2          | —     | —     | —              | —              | —        | —        | 29     | 2      |
| Carrière totaal | Carrière totaal           | Carrière totaal | Carrière totaal       | 356        | 10         | 26    | 3     | 13             | 0              | 2        | 0        | 397    | 13     |

## Interlandcarrière
Op 19 mei 2011 riep Georges Leekens Hubert voor het eerst op voor de Rode Duivels naar aanleiding van de EK-kwalificatiewedstrijd tegen Turkije. Op 10 augustus 2011 debuteerde hij in een vriendschappelijke interland tegen Slovenië, waarin hij in de 59e minuut inviel voor Axel Witsel. Een maand later mocht hij ook invallen tegen de Verenigde Staten.

### Lijst van interlands
| Nr° | Interland               | Datum            | Uitslag | Speelminuten                                         | Goals | Assists | Geel | Rood |
| --- | ----------------------- | ---------------- | ------- | ---------------------------------------------------- | ----- | ------- | ---- | ---- |
| 1   | Slovenië-België         | 10 augustus 2011 | 0-0     | 31 (ingevallen in 59e minuut voor Axel Witsel)       | 0     | 0       | /    | /    |
| 2   | België-Verenigde Staten | 6 september 2011 | 1-0     | 27 (ingevallen in 63e minuut voor Marouane Fellaini) | 0     | 0       | /    | /    |

## Trainerscarrière
RSC Anderlecht
In juni 2023, een maand na het einde van het seizoen 2022/23, raakte bekend dat Hubert een punt zette achter zijn spelerscarrière en dat hij assistent-trainer werd bij de RSCA Futures en het U18-elftal van Anderlecht. Hubert was er assistent van respectievelijk Marink Reedijk en René Peeters.
Na afloop van het seizoen 2023/24 werd Hubert aangesteld als hoofdtrainer van de U18-ploeg van Anderlecht. Op 19 september 2024, nauwelijks vijf dagen nadat hij met zijn ploeg aan de Elite 1-competitie was begonnen, werd Hubert aangesteld als interim-hoofdtrainer van de eerste ploeg van Anderlecht om het ontslag van Brian Riemer op te vangen. In eigen land begon Hubert met twee draws (0-0 tegen Sporting Charleroi en 1-1 tegen FCV Dender EH), die telkens gevolgd werden door een Europese zege (2-1 tegen Ferencvárosi TC en 1-2 tegen Real Sociedad in de Europa League). Ondanks de 1 op 6 in eigen land charmeerde Hubert als interim-trainer. Drie dagen na de 1-2-zege in San Sebastián boekte Anderlecht onder leiding van Hubert een 3-0-zege tegen Standard Luik, wat de vraag deed rijzen of Hubert al dan niet op permanente basis zou aanblijven als hoofdtrainer. Anderlecht leek de jonge trainer weliswaar niet te willen verbranden en toetste verschillende andere opties af, waaronder Mark van Bommel, Ryan Mason en Raphael Wicky. Op 10 oktober 2024 kondigde Anderlecht evenwel toch aan dat het doorging met Hubert als hoofdcoach. Het einde van het reguliere seizoen werd getekend met wisselvallige resultaten en prestaties waardoor het bestuur besloot om Hubert in maart 2025 te ontslaan en met Besnik Hasi verder te gaan voor de eindronde van de Belgische competitie, alsook de bekerfinale tegen Club Brugge.
OH Leuven
Drie maanden na zijn ontslag bij Anderlecht werd Hubert hoofdcoach van Oud-Heverlee Leuven. Hij was er eerder van 2017 tot 2021 aan de slag als speler. OH Leuven gaf hem een contract tot medio 2027.

## Erelijst
| Competitie        | Aantal   | Jaren            |
| KRC Genk          | KRC Genk | KRC Genk         |
| ----------------- | -------- | ---------------- |
| Belgisch kampioen | 1x       | 2010/11          |
| Beker van België  | 2x       | 2008/09, 2012/13 |